# 佐賀市立北川副小学校
佐賀市立北川副小学校（さがしりつ きたかわそえしょうがっこう）は、佐賀県佐賀市木原3丁目にある市立の小学校。

## 概要
歴史
1885年（明治18年）創立。数回の改組・改称を経て、現校名となったのは1954年（昭和29年）。2025年（令和7年）には創立140周年を迎える。
校章
桜の花弁を背景にして、中央に校名の頭文字である「北」の文字を配している。
校歌
作詞は中島哀浪、作曲は川本久雄による。歌詞は2番まであり、両番の歌詞中に校名の「北川副」が登場する。
通学区域
佐賀市のうち、「北川副町、水ケ江五丁目（7番13～40号、8番～10番）、水ケ江六丁目（5番～12番）、木原一～三丁目、南佐賀一～三丁目、新郷本町、朝日町（4番1～19号、5番28～58号、6番～7番）、今宿町（1番1～15号、2番1～14号、2番24～31号、3番1～13号、4番1～13号、4番33～36号、6番1～6号を除く）」。中学校区は佐賀市立城南中学校。

## 沿革
- 1885年（明治18年） - 「育英小学校」として開校。
- 1886年（明治19年）- 小学校令施行。「高等科併置 尋常育英小学校」（尋常科4年・高等科4年）と改称。
- 1899年（明治22年）
  - 4月 - 町村制施行により、佐賀郡4村（江上・木原・光法・新郷）が合併の上、北川副村が発足。
  - この年 - 北川副他六ヶ村[2]組合立 川副高等小学校を設立の上、高等科を統合。
- 1892年（明治25年）4月 - 「育英尋常小学校」に改称。
- 1901年（明治34年） - 「北川副尋常小学校」と改称。
- 1908年（明治41年）4月 - 改正小学校令により、尋常科（義務教育）が4年制から6年制に改められる。尋常科5年を新設。
- 1909年（明治42年）4月 - 尋常科6年を新設。
- 1916年（大正5年）4月1日 - 北川副他六ヶ村組合立 川副高等小学校の組合解散に伴い、高等科（2年制）を併置の上、「北川副尋常高等小学校」と改称。
- 1941年（昭和16年）4月 - 国民学校令施行により、「北川副村国民学校」と改称。尋常科を初等科に改める。
- 1945年（昭和20年） - 戦争による空襲で校舎が全焼する。
- 1947年（昭和22年）4月1日 - 学制改革が行われる（六・三制の実施）。
  - 国民学校初等科（4年制）が、新制小学校「北川副村立北川副小学校」に改組・改称。
  - 国民学校高等科（2年制）が、青年学校普通科とともに、新制中学校「北川副村立北川副中学校」に改組・改称。小学校に併設される。
- 1954年（昭和29年）10月1日 - 北川副村の佐賀市への合併により、「佐賀市立北川副小学校」（現校名）と改称。
- 1955年（昭和30年）4月1日 - 佐賀市立北川副中学校が佐賀市立城南中学校に統合され、旧中学校校舎・校地が小学校へ移管される。
- 1970年（昭和45年） - 現在の北校舎、給食室が完成。
- 1972年（昭和47年） - 中校舎完成。
- 1976年（昭和51年） - 南校舎建築。古い講堂も建てかえられ、今の体育館が完成する。
- 1985年（昭和60年） - 創立100周年記念式典を挙行。
- 1987年（昭和62年） - 現在の場所にプール完成。
- 1992年（平成4年） - 飼育小屋が新しく作られる。
- 1998年（平成10年） - 総合遊具が作られる。
- 2006年（平成18年） - まなびの通級指導教室開設。
- 2009年（平成21年） - コミュニティ・スクールに指定。
- 2012年（平成24年） - 北校舎と中校舎が解体され、新校舎建築。
- 2015年（平成27年）3月 - 新校舎が完成。

## 交通
最寄りの鉄道駅
- JR九州 長崎本線 「佐賀駅」

最寄りのバス停留所
- 佐賀市営バス「北川副小西」停留所から徒歩約225m・約4分（直線距離は近いが、川を挟んでいるのと、道路の関係で遠回りとなる）。
  - 23系統で、「佐賀駅バスセンター」から「北川副小西」バス停まで、23分。
  - 1系統で、「北川副小西」バス停から「佐賀駅バスセンター」まで、17分。

最寄りの幹線道路
- 佐賀県道333号佐賀環状東線
- 国道208号

## 周辺
- 佐賀市立北川副公民館